# 祥符县文庙
祥符县文庙是清代河南省祥符县的县学文庙，也是开封城内的两座文庙之一。为开封市级文物保护单位。目前仅存大成殿。

## 历史沿革
祥符县文庙为明朝洪武五年（1372年）始建。

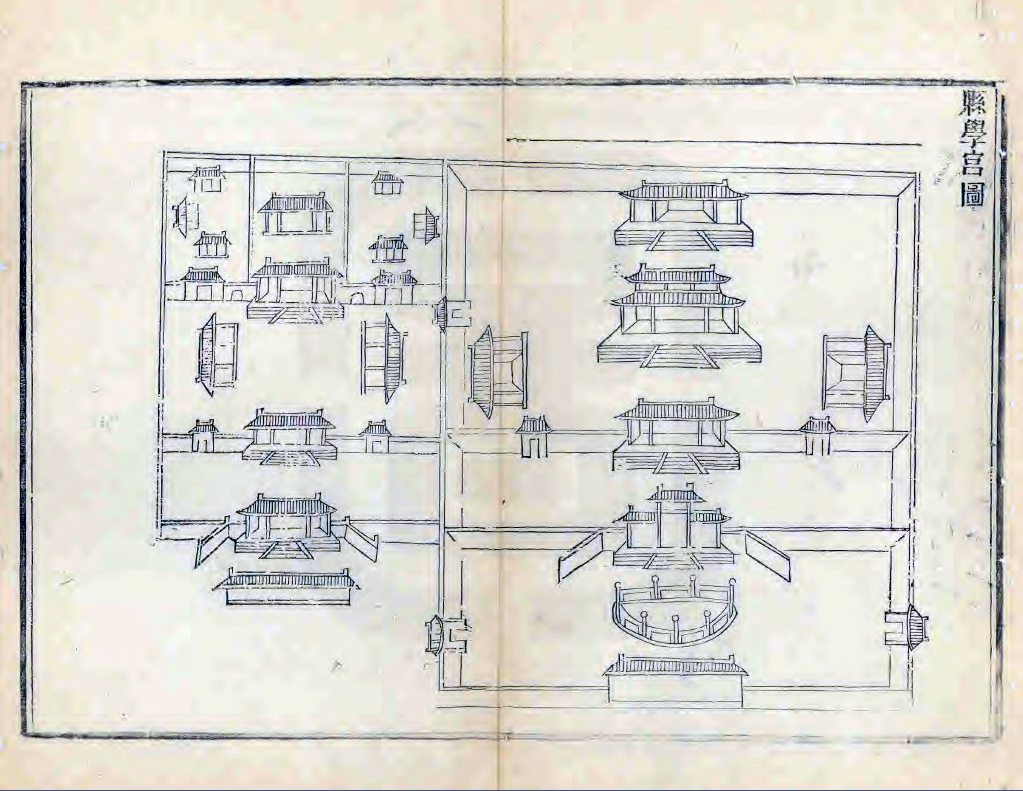
光绪《祥符县志》卷一之学宫图

乾隆二年（1737年），开封知县张淑载捐修文庙大成殿五楹，东西廊庑各五楹，戟门、棂星门各三楹，外贤关、圣域坊两座，忠义孝悌祠各三楹，大门仪门各三楹，明伦堂五楹，东西斋房各五楹。
光绪九年（1883年），巡抚李鹤年复修，重建彝伦堂、东西斋房，改建崇圣祠、大成殿、东西两庑、斋宿所、棂星门及左右门楼，增建名宦、乡贤二祠。
20世纪70年代划归国营开封量具刃具厂厂区。
2006年8月14日，改制后的民营公司要求拆除大成殿，但是被开封市文物部门所制止。

## 图片

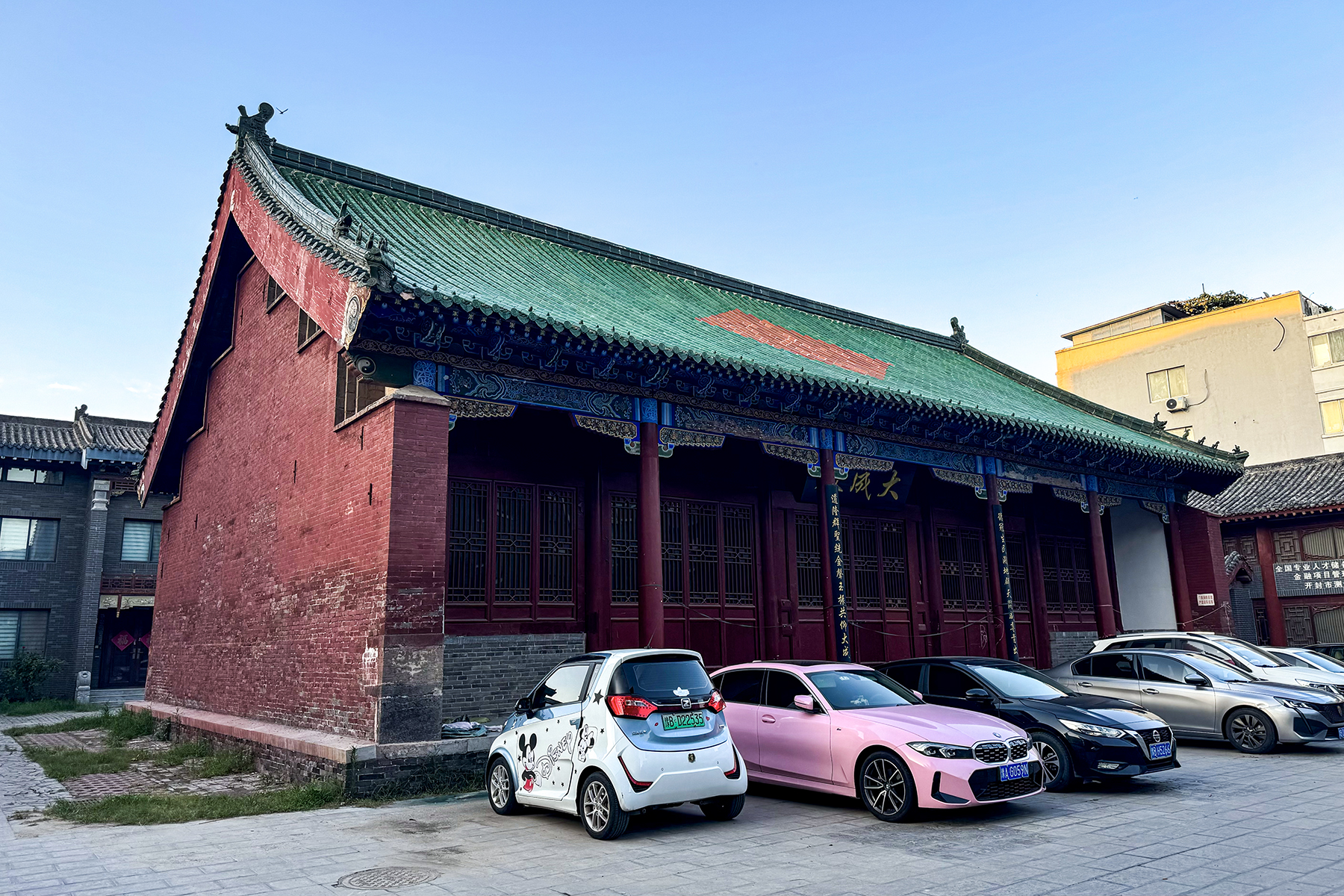
大成殿正面（修缮后）
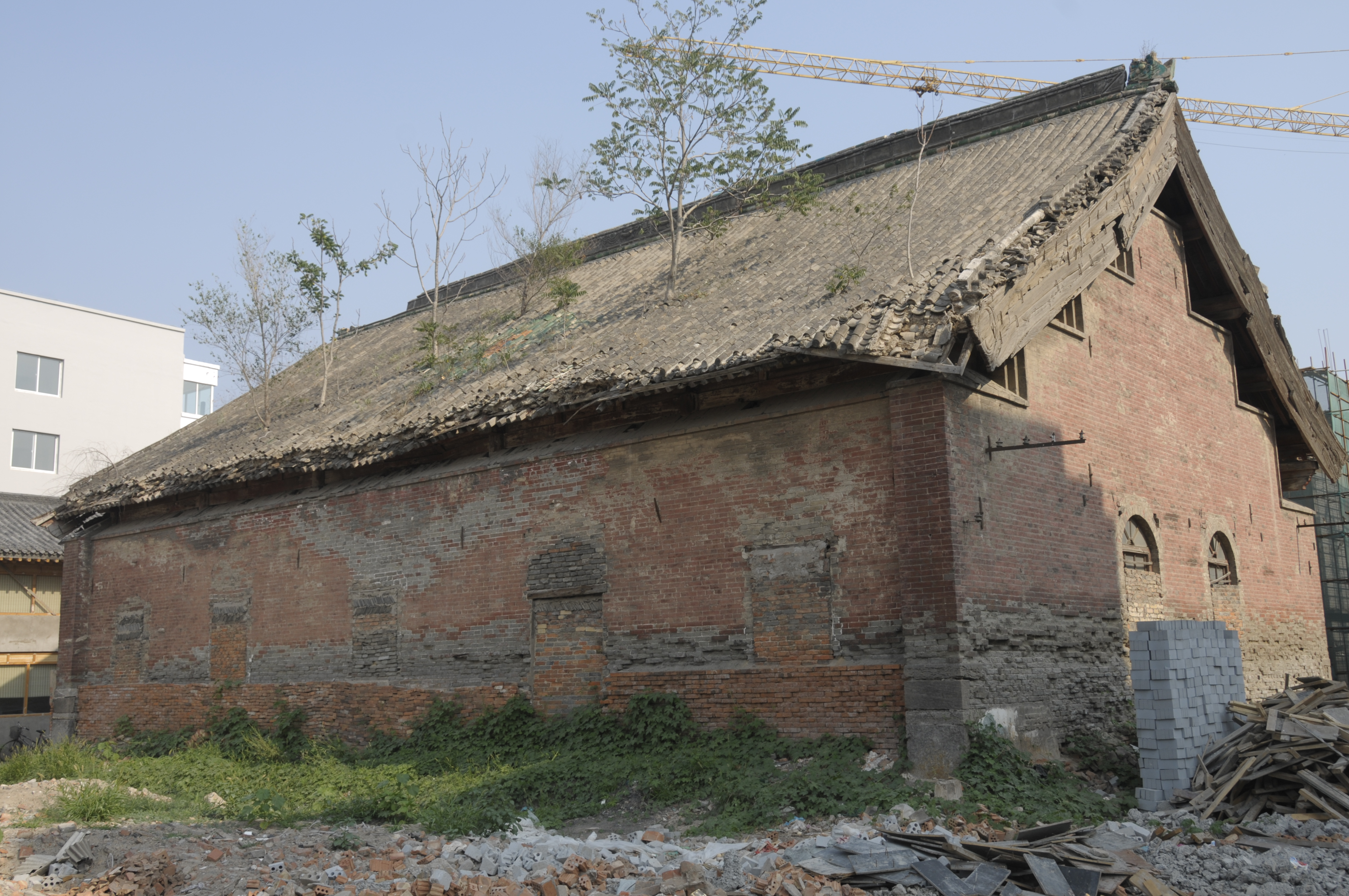
大成殿背面（修缮前）
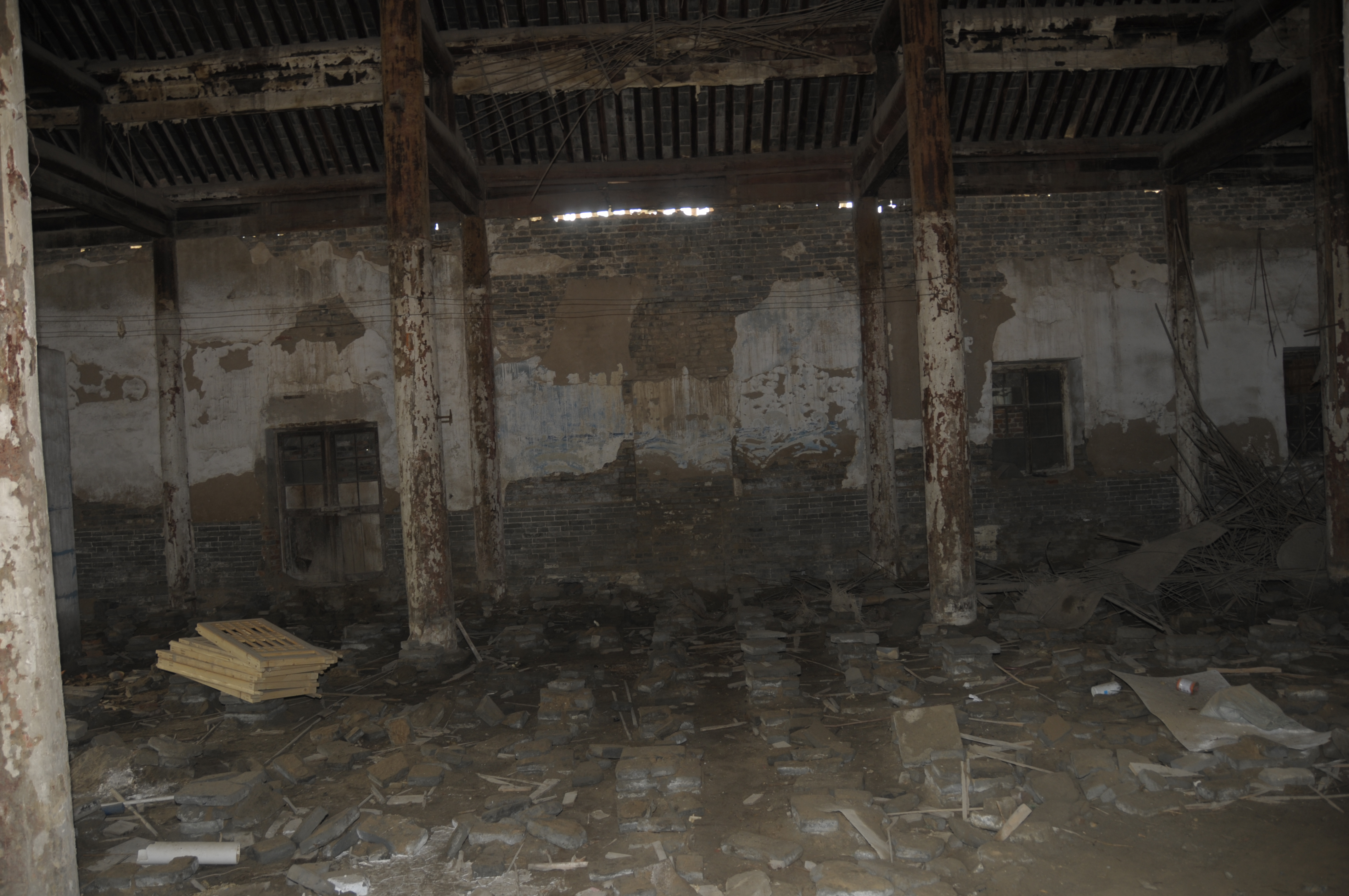
大成殿内部（修缮前）
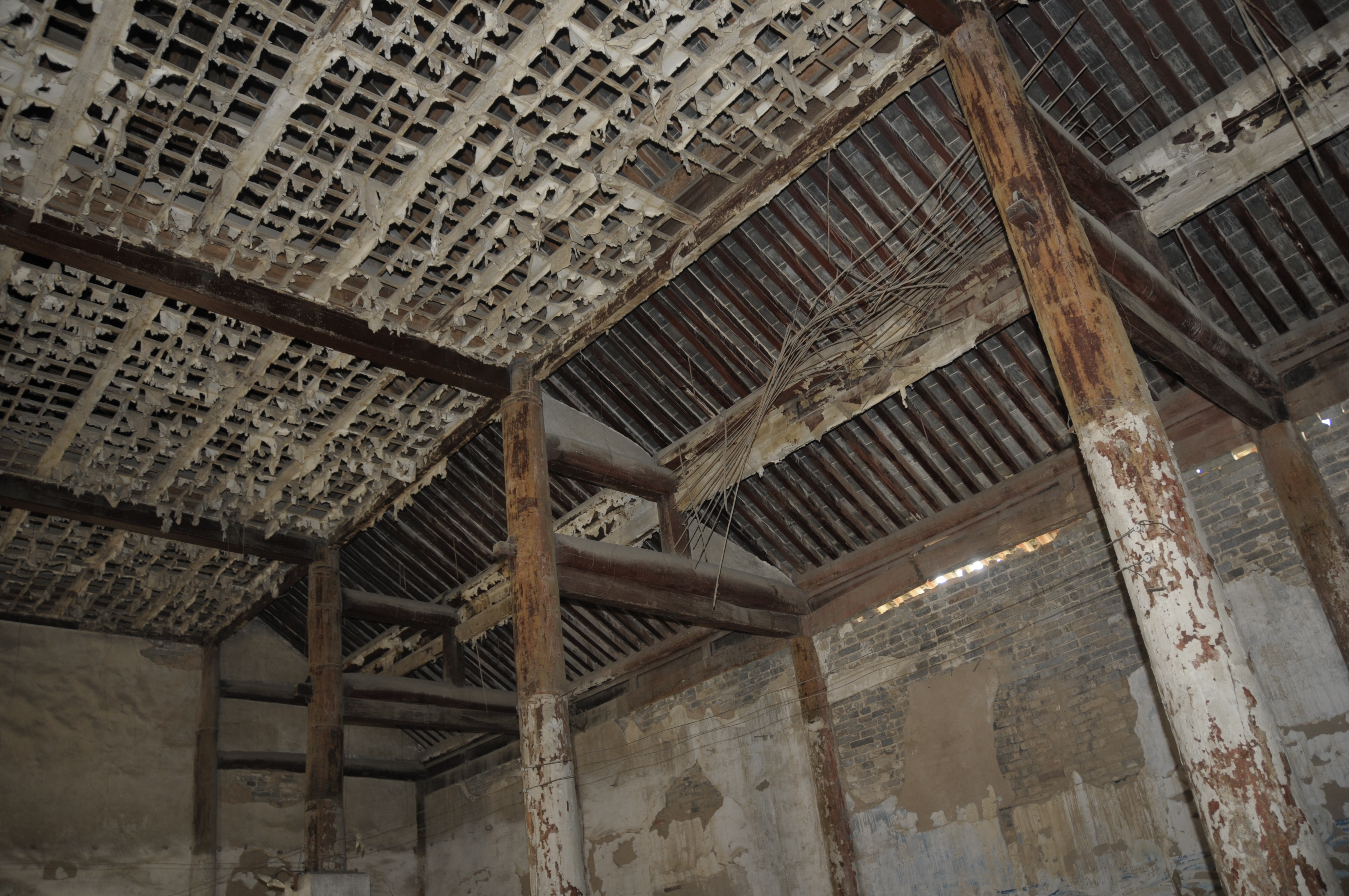
大成殿内部（修缮前）